# Banchō Sarayashiki

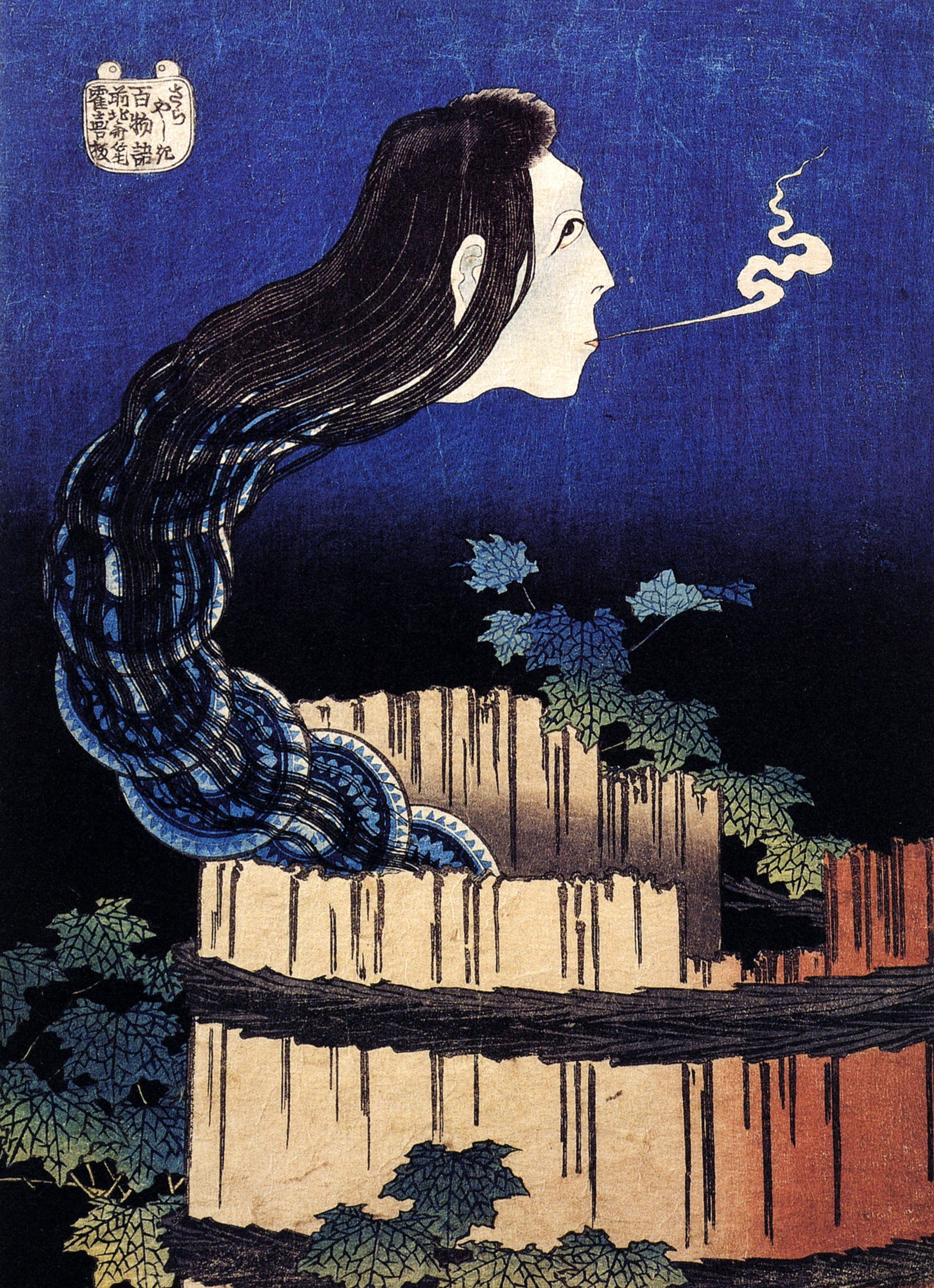
Ukiyo-e autorstwa Hokusaia, przedstawia Okiku

Banchō Sarayashiki (番町皿屋敷) – japońskie opowiadanie o duchach i miłości ludzi podzielonych przez różnice społeczne. Mówi o zniszczonym zaufaniu i niespełnionych obietnicach, które w ostateczności prowadzą do tragicznych wydarzeń.

## Fabuła
Wersja ludowa

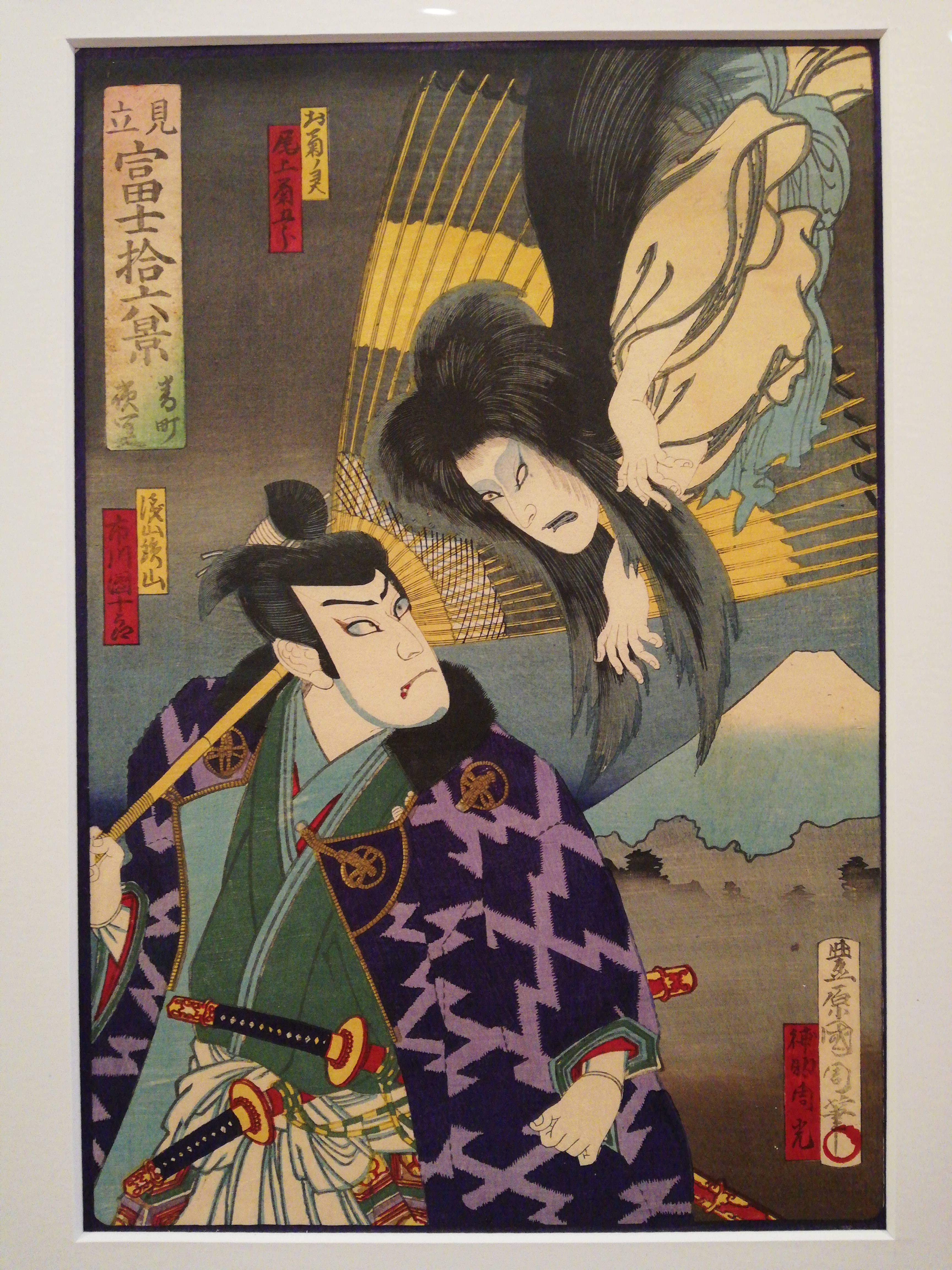
Rycina Okiku z serii „Z galerii szesnaście widoków na górę Fuji” Toyohary Kunichiki (1835-1900). Ksylograwiura polichromowana na papierze, 36,3 x 25,5 cm. Format Obana.

Okiku była piękną służącą samuraja Tessana Aoyamy, który się do niej zalecał. Odrzuciła ona jednak jego zaloty, a ten w zemście oskarżył ją o kradzież jednego z dziesięciu cennych talerzy, które były pamiątką rodzinną. 
Dziewczyna na próżno starała się znaleźć brakujący talerz i poinformowała o tym Aoyamę. Ten zaproponował układ: o wszystkim zapomni, jeżeli Okiku zostanie jego kochanką. Gdy dziewczyna odmówiła, samuraj zabił ją i wrzucił ciało do studni.
Po śmierci Okiku została mściwym duchem, który dokuczał samurajowi. Pojawiała się w nocy i lamentowała, nie mogąc odnaleźć brakującego talerza. Niektóre wersje legendy mówią także o egzorcyzmach przeprowadzonych w domu Aoyamy, aby odesłać ducha Okiku.
Wersja prezentowana w teatrze lalek (zw. ningyō-jōruri lub bunraku)
Katsumoto Hosokawa, pan zamku Himeji, poważnie zaniemógł. Jego spadkobierca, Tomonosuke, planuje dać zbiór dziesięciu cennych talerzy pewnemu siogunowi, aby zapewnić sobie posadę. Jednak wkrótce pojawia się niejaki Tetsuzan Asayama, który przejmuje jego obowiązki. Tomonosuke nie wie, że nowy przybysz planuje go zabić. 
Dzięki pomocy szpiega, Tetsuzan wykrada jeden z cennych talerzy i sugeruje, że mogła tego dokonać panna imieniem Okiku. Nakazuje jej przynieść pudło z talerzami do swojej sali. Tam próbuje ją uwieść. Gdy dziewczyna odmawia, Tetsuzan oskarża ją o kradzież talerza i więzi. Następnie torturuje ją przez jakiś czas i namawia, aby została jego kochanką i pomogła mu zamordować Tomonosuke. Gdy dziewczyna po raz kolejny odmawia, Tetsuzan zabija Okiku jednym cięciem miecza. Chwilę potem, gdy czyści ostrze, słyszy głos liczący talerze. Zdaje sobie sprawę, że jest to duch Okiku, jednak pozostaje niewzruszony.
Wersja Kido Okamoto
W 1655 r. (okres Edo), wasal sioguna, Harima Aoyama, zakochał się w młodej służącej - Okiku. Mężczyzna obiecał ją poślubić, jednak otrzymał pomyślne oświadczyny od ciotki. Mimo to, nadal zapewniał dziewczynę o swojej miłości i danej obietnicy. Okiku jednak wątpiła w jego słowa i poddała testowi: rozbiła jeden z cennych talerzy, należących do rodziny Aoyamy. Tradycja rodzinna nakazuje ukaranie śmiercią za rozbicie tak cennej ceramiki.
Początkowo mężczyzna jest przekonany, że Okiku rozbiła talerz przypadkiem i przebacza jej. Jednak dziewczyna wkrótce przyznaje, że był to miłosny test. Aoyama wpadł w złość i zabił ją. Ciało wrzucił do studni. 
Po jakimś czasie dom zaczął być nawiedzany przez ducha Okiku: wchodził do domu i liczył talerze. Gdy pewnego dnia Aoyama spotkał ducha w ogrodzie, zauważył, że na jej twarzy nie widać zemsty, lecz piękna i pełna spokoju. Nie mogąc znieść wyrzutów sumienia, popełnił on seppuku i dołączył do Okiku.
Wpływ zachodniego romantyzmu
Wersja Okamoto wyróżnia się tym, że jest to miłosna historia, podobna do innej, znanej w teatrze kabuki, zatytułowanej Botan Dōrō. Był to okres Meiji, który przyniósł otwarcie kraju na wpływy zewnętrzne, także w sztuce. Zawierały one m.in. wiele elementów zachodniego romantyzmu i w Japonii zostały one na krótko zaadaptowane w teatrze kabuki jako tzw. "styl nowego kabuki". Było to nieudane połączenie kultur Wschodu i Zachodu i maniera ta szybko zanikła.

## Adaptacje
Historia Okiku jest stara, jednak jej prawdziwe pochodzenie jest nieznane. Pierwsze pisane wzmianki podają, że pojawiła się w 1714 r. Doczekała się wielu udanych przedstawień lalkowych. Natomiast na deskach teatru kabuki, pojawiła się w 1824 r. pod tytułem Banchō Sarayashiki. Jednoaktowa wersja została stworzona w 1850 r. Jednak ta adaptacja nie cieszyła się popularnością.
Historia Okiku była popularnym tematem także dla artystów tworzących ukiyo-e. W 1830 r. Hokusai Katsushika namalował serię wspaniałych obrazów pt. Kaidan. Ekin, nieco mniej znany artysta, który miał problemy z wymiarem sprawiedliwości, także stworzył przepiękne dzieło przedstawiające Okiku oskarżaną przez Tetsuzana. Natomiast Yoshitoshi Tsukioka ukazał arcydzieło w postaci trzydziestu sześciu Duchów. 
Historia Okiku i dziewięciu talerzy jest jedną z bardziej znanych historii w japońskim folklorze. Pobudza wyobraźnię publiczności po dziś dzień.
Najbardziej znana dla szerokiej publiczności adaptacja Banchō Sarayashiki została napisana przez Kido Okamoto i swoją premierę miała w 1916 roku. Była to współczesna wersja klasycznego opowiadania o duchach, w którym opowieść grozy została zastąpiona przez głęboką analizę psychologiczną dwóch charakterów. Najnowsza adaptacja pochodzi z 2002 r. i została wystawiona w teatrze telewizyjnym Kaidan Hyaku Shosetsu.

## Wpływ na japońską kulturę
W 1795 r. stare studnie w Japonii nawiedzane były przez plagę robactwa, które znane były pod nazwą "pluskwa Okiku" (Okiku-mushi). Robak ten okryty był wąskimi nićmi, co sprawiało wrażenie, jakby był związany. Powszechnie wierzono, że jest on wcieleniem Okiku.
W zamku Himeji (pod wpływem wersji lalkowej) umieszczona została atrakcja turystyczna, znana jako Okiku-ido ("studnia Okiku"). Jest to miejsce, gdzie Tetsuzan ukrył ciało dziewczyny. Pomimo że zamek jest wieczorami zamknięty, mówi się, że jej duch wciąż pojawia się i liczy do dziewięciu.